# Affirmation (album Savage Garden)
Affirmation – drugi i ostatni album australijskiego duetu Savage Garden. Wydany został 9 listopada 1999 roku. W 2000 roku album re-edytowano w Australii i Wielkiej Brytanii z dodatkowym dyskiem, nazwanym Declaration, który zawierał piosenki nagrane podczas koncertu w Brisbane 20-21 maja 2000 roku. Album sprzedał się w ponad 13 milionach kopii.

## Lista utworów
1. "Affirmation" – 4:56
2. "Hold Me" – 4:50
3. "I Knew I Loved You" – 4:10
4. "The Best Thing" – 4:19
5. "Crash and Burn" – 4:41
6. "Chained to You" – 4:08
7. "The Animal Song" – 4:39
8. "The Lover After Me" – 4:50
9. "Two Beds and a Coffee Machine" – 3:27
10. "You Can Still Be Free" – 4:18
11. "Gunning Down Romance" – 5:34
12. "I Don't Know You Anymore" – 3:50
13. "The Animal Song (Hector Hex Club Mix)" (Utwór dodatkowy, który pojawił się na australijskiej wersji)

### Dodatkowy dysk:Declaration
1. "The Best Thing" – 5:24
2. "The Lover After Me" – 4:38
3. "I Don't Know You Anymore" – 3:37
4. "Two Beds And A Coffee Machine" – 1:46
5. "You Can Still Be Free" – 1:58
6. "Hold Me" – 4:52
7. "Gunning Down Romance" – 6:36
8. "Crash And Burn" – 5:13
9. "Chained To You" – 6:33
10. "I Knew I Loved You" – 8:05
11. "Affirmation" – 6:17

## Personel
- Teksty: Darren Hayes i Daniel Jones
- Produkcja: Walter Afanasieff
- Współprodukcja: Daniel Jones i Darren Hayes
- Aranżacje: Walter Afanasieff, Daniel Jones i Darren Hayes
- Mix wokali: Walter Afanasieff i Darren Hayes

### "Affirmation World Tour"
Zespół i załoga biorąca udział w "Affirmation World Tour":

#### Zespół
- Karl Lewis (Perkusja)
- Lee Novak (Gitara basowa)
- Ben Carey (Gitara)
- Jennifer Blakeman (Instrumenty klawiszowe)
- Elisa Fiorillo (Chórki)
- Angi Bekker (Chórki)

#### Współpracownicy
- Peter McFee (Manager Trasy)
- Susie Steadman (Asystent Menadżera Trasy)
- Leonie Messer (Osobista Asysta dla Darrena Hayesa)
- Colin Skals (Menadżer Sceniczny)
- Colin Ellis (Technik)
- Bruce Ramus (Światła)
- Scott Pike (Monitory)
- Lindsay McKay (Technik ds. Gitar)
- Adrian Dessent (Technik ds. Gitar)
- Simon Moran (Technik ds. Perkusji)
- Sean Motley Hackett (Operacja świateł)
- Nina De Palma (Garderoba)